# Campeonato Europeo de Tiro con Arco en Sala de 2011
El XIII Campeonato Europeo de Tiro con Arco en Sala se celebró en Cambrils (España) entre el 22 y el 26 de marzo de 2011 bajo la organización de la Unión Europea y Mediterránea de Tiro con Arco (EMAU) y la Real Federación Española de Tiro con Arco.
Las competiciones se realizaron en el Centro de Convenciones de Port Aventura, ubicado en los términos del municipio tarraconense.

## Resultados

### Masculino
| Evento                            | Oro                                                        | Plata                                                                  | Bronce                                                       |
| --------------------------------- | ---------------------------------------------------------- | ---------------------------------------------------------------------- | ------------------------------------------------------------ |
| Arco recurvo individual (26.03)   | Mauro Nespoli · Italia                                     | Alexandr Kozhin · Rusia                                                | Viktor Ruban · Ucrania                                       |
| Arco recurvo por equipo (26.03)   | Viktor Ruban · Markiyan Ivashko · Yuri Havelko · Ucrania   | Alexandr Kozhin · Belikto Tsyrempilov · Chinguis Tsyredashiyev · Rusia | Mauro Nespoli · Luca Maran · Michele Frangilli · Italia      |
| Arco compuesto individual (26.03) | Ruben Bleyendaal · Países Bajos                            | Sébastien Peineau Francia                                              | Morten Bøe · Noruega                                         |
| Arco compuesto por equipo (26.03) | Martin Damsbo Patrick Laursen Torben Johannessen Dinamarca | Peter Elzinga · Sander Dolderma · Ruben Bleyendaal · Países Bajos      | Dominique Genet Sébastien Peineau Christophe Doussot Francia |

### Femenino
| Evento                            | Oro                                                                | Plata                                                           | Bronce                                                        |
| --------------------------------- | ------------------------------------------------------------------ | --------------------------------------------------------------- | ------------------------------------------------------------- |
| Arco recurvo individual (26.03)   | Tatiana Borodai · Rusia                                            | Natalia Valeeva · Italia                                        | Coby Hurkmans · Países Bajos                                  |
| Arco recurvo por equipo (26.03)   | Jatuna Narimanidze Kristine Esebua Asmat Diasamidze Georgia        | Tetiana Dorojova · Viktoriya Koval · Tetiana Berezhna · Ucrania | Tatiana Borodai · Anna Bomboyeva · Natalia Erdyniyeva · Rusia |
| Arco compuesto individual (26.03) | Marcella Tonioli · Italia                                          | Albina Loguinova · Rusia                                        | Fátima Agudo · España                                         |
| Arco compuesto por equipo (26.03) | Viktoriya Balzhanova · Albina Loguinova · Natalia Avdeyeva · Rusia | Eugenia Salvi · Katia D'Agostino · Marcella Tonioli · Italia    | Fátima Agudo · Irene Cuesta · Julia Benito · España           |

## Medallero
| Núm. | País         | Oro | Plata | Bronce | Total |
| ---- | ------------ | --- | ----- | ------ | ----- |
| 1    | Rusia        | 2   | 3     | 1      | 6     |
| 2    | Italia       | 2   | 2     | 1      | 5     |
| 3    | Países Bajos | 1   | 1     | 1      | 3     |
| 3    | Ucrania      | 1   | 1     | 1      | 3     |
| 5    | Dinamarca    | 1   | 0     | 0      | 1     |
| 5    | Georgia      | 1   | 0     | 0      | 1     |
| 7    | Francia      | 0   | 1     | 1      | 2     |
| 8    | España       | 0   | 0     | 2      | 2     |
| 9    | Noruega      | 0   | 0     | 1      | 1     |
|      | TOTAL        | 8   | 8     | 8      | 24    |